# Stille Reserven (Film)
Stille Reserven ist eine österreichisch-schweizerisch-deutsche Koproduktion aus dem Jahr 2016 von Valentin Hitz. Die Premiere erfolgte am 28. September 2016 auf dem Zurich Film Festival, wo der Film in der Wettbewerbssektion Fokus Schweiz, Deutschland, Österreich mit dem Goldenen Auge als Bester Film ausgezeichnet wurde. Die Österreich-Premiere erfolgte am 21. Oktober 2016 im Rahmen der Viennale, der Kinostart in Österreich am 28. Oktober 2016. In Deutschland startete der Film am 20. April 2017.

## Handlung
Der dystopische Science-Fiction-Film spielt in Wien in naher Zukunft. 82 % der Wiener Bevölkerung leben unter der Armutsgrenze, für ein Prozent der Bevölkerung steigt der Wohlstand weiter an. Ein Versicherungskonzern hat ein System geschaffen, in dem die Menschen nicht einmal ein Recht auf ihren eigenen Tod haben. Nach dem Tod werden die mehrheitlich verschuldeten Bürger reanimiert und in einem künstlichen Dämmerzustand erhalten. Die Schulden werden abbezahlt, indem von deren mentalen und physischen Ressourcen profitiert wird; die Körper finden etwa als menschliche Ersatzteillager, als Gebärmaschinen oder als Informationsspeicher Verwendung. Nur wer zuvor eine „Todesversicherung“ abgeschlossen hat, kann diesem Schicksal entgehen. Diese können sich jedoch nur wenige Menschen leisten, es entsteht eine Zweiklassengesellschaft.
Vincent Baumann ist bei diesem Konzern als Agent für den Verkauf der Todesversicherungen zuständig. Für ihn steht die Karriere im Mittelpunkt, für diese und seinen eigenen Vorteil nimmt er auf nichts und niemanden Rücksicht. Die Aktivistin Lisa Sokulowa lebt in einer verarmten Parallelgesellschaft im Untergrund und sucht einen Weg, die Lebenserhaltungslager mit einem Anschlag auszuschalten. Vincent wird vom Konzern auf Lisa angesetzt. Als er Lisas Vater, einen sehr reichen Mann, nicht dazu bringen kann, eine Todesversicherung abzuschließen, wird Vincent selbst degradiert. Er lebt nun in den Trabanten- und Containervierteln, die Wien umschließen. Von seinen Arbeitgebern wird er auf Lisa angesetzt, damit sie ihren Vater überreden kann, eine Todesversicherung abzuschließen. Lisa weiß zwar über Vincent Bescheid, aber sie selbst braucht ihn für ihren Plan. Die beiden kommen zusammen, wohlwissend, wer der jeweils andere ist, jedoch wissen beide nicht über den Plan des Gegenübers Bescheid. Im Verlauf ihrer Beziehung erzählt Vincent Lisa, dass ihr Vater für sie eine Todesversicherung abgeschlossen hat. Ihr Vater wird in Wien bei einem Autounfall schwer verletzt, worauf Lisa und andere Aktivisten ihren Vater illegal aus einer Klinik holen und ihn in einem Armenviertel verstecken. Vincent kann an Lisas Motorrad jedoch einen Peilsender anbringen, der ihn zu Lisas Vater führt. Daraufhin alarmiert er seine Arbeitgeber, die Lisas Vater mitnehmen und in das Lebenserhaltungslager, hier irreführend „Geriatrie“ genannt, bringen. Als Lisa dies erfährt, macht sie Schluss mit Vincent. Trotzdem sucht dieser sie auf und gibt ihr seinen Identitätsstatus. Lisa und ihre Aktivistenfreunde brauchen diesen, um in die Geriatrie zu kommen. Vincent möchte nun bei Lisas Plan mitmachen, um ihr Vertrauen zurückzugewinnen. Vincent überträgt seine Todesversicherung auf Lisa, welche ihre Todesversicherung bereits auf einen verletzten Freund übertragen hatte. Da sie nun eine neue Todesversicherung hat, überträgt sie diese auf ihren Vater, damit dieser freigegeben wird. Mit Vincents Identitätsstatus kann Lisa erfolgreich in die Geriatrie eindringen und möchte diese nun von innen mit einem Elektromagneten lahmlegen, wird jedoch erschossen. Ihre Freunde legen das Stromnetz lahm und bemerken derweil nicht, dass Vincent Lisa gefolgt ist. Lisa stirbt vor seinen Augen.
Nach diesem Auftrag wird Vincent wieder befördert und darf aus der Trabantenstadt ausziehen. Er schleicht sich danach in das Lager der Geriatrie, um Lisa zu suchen, die wegen des Anschlags keine Todesversicherung mehr hat. Er findet sie bei den Leihmüttern, wo sie künstlich am Leben gehalten wird. Er löst sie von ihren lebenserhaltenden Schläuchen und lässt sie in einer alten Wasserbahn, die sie als Kind gerne besucht hat, untergehen.

## Produktion
Die Dreharbeiten fanden im Frühjahr 2015 statt, gedreht wurde in Wien, Niederösterreich, Halle (Saale), Leipzig, Berlin und Bratislava. Unterstützt wurde der Film vom Österreichischen Filminstitut, dem Filmfonds Wien sowie Filmstandort Austria, dem Land Niederösterreich, der Mitteldeutschen Medienförderung, dem Deutschen Filmförderfonds, der Zürcher Filmstiftung und Fondation Suisa, beteiligt waren der Österreichische Rundfunk und die Schweizerische Radio- und Fernsehgesellschaft SRG SSR. Produziert wurde der Film von FreibeuterFilm, Koproduzenten waren die Neue Mediopolis und Dschoint Ventschr. Für den Ton zeichnete Uve Haußig verantwortlich, für das Kostümbild Tanja Hausner und für das Szenenbild Hannes Salat.

## Auszeichnungen und Nominierungen (Auswahl)
Zurich Film Festival 2016

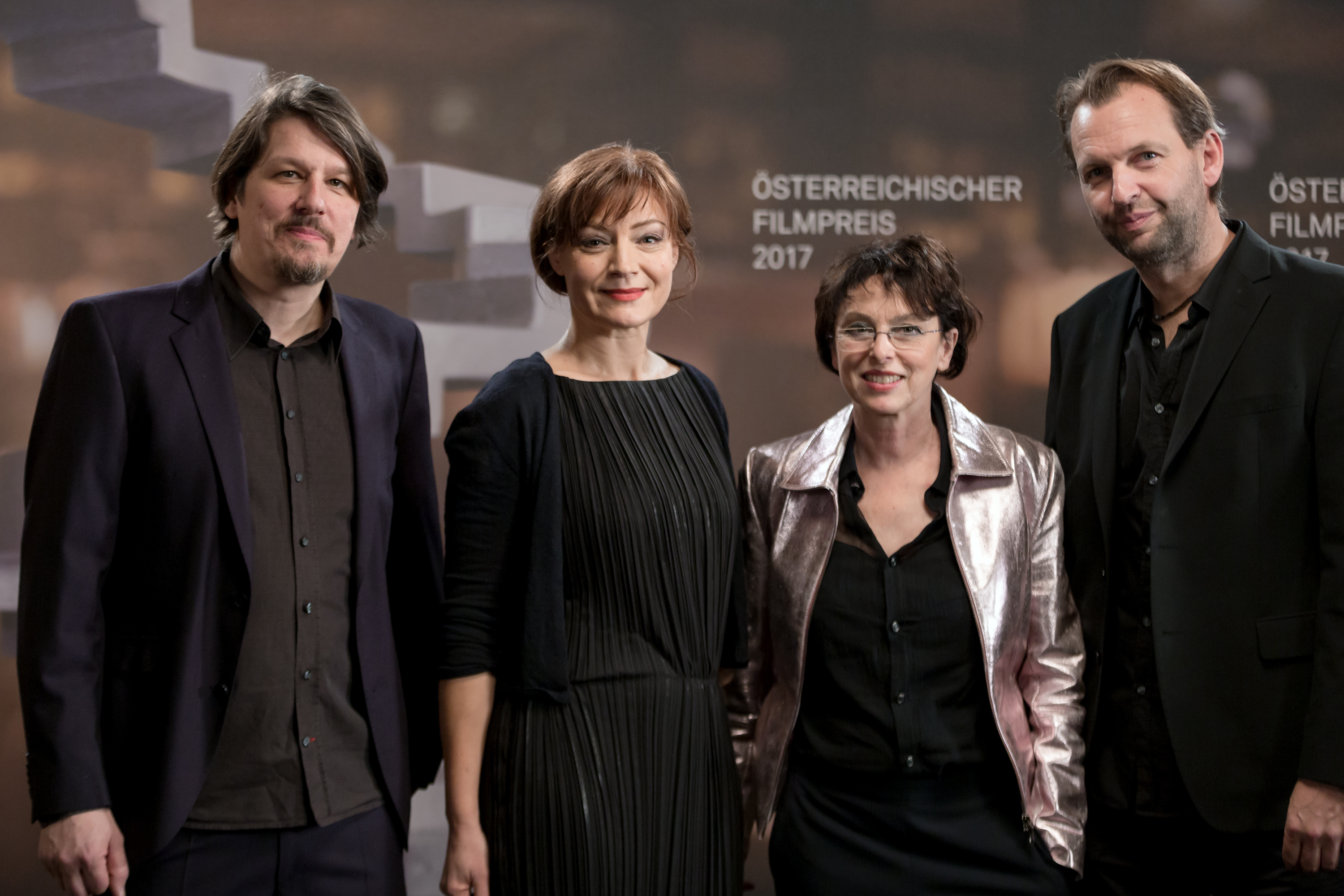
Hannes Salat, Marion Mitterhammer, Karina Ressler und Martin Gschlacht beim Österreichischen Filmpreis 2017

- Auszeichnung als bester Film der Kategorie Fokus Schweiz, Deutschland, Österreich[7]

Österreichischer Filmpreis 2017
- Auszeichnung in der Kategorie Beste weibliche Nebenrolle (Marion Mitterhammer)
- Auszeichnung in der Kategorie Beste Kamera (Martin Gschlacht)
- Auszeichnung in der Kategorie Bestes Szenenbild (Hannes Salat)
- Nominierung in der Kategorie Bester Schnitt (Karina Ressler)[8]

4. Saas-Fee Filmfestival (SFFF) 2017
- Hauptpreis[9]

## Rezeption
Die Tageszeitung Kurier lobte Kameramann und Szenenbildner: „Visuell ist dieser Film grandios. Kameramann Martin Gschlacht und Szenenbildner Hannes Salat haben es geschafft, mit einem vergleichsweise kleinen Budget ein dystopisches Wien zu kreieren, bei dessen Look dem man keine einzige Sekunde an der Glaubwürdigkeit des Settings zweifelt“, kritisierte jedoch die Handlung: „Der Film wird der spannenden Fragestellung, die der Regisseur aufwirft, leider nicht gerecht, sondern verstrickt sich immer mehr in unnachvollziehbaren Handlungen der Figuren. Dutzend mal gesehene Handlungsbögen werden abgehandelt und Nebenfiguren, die nur zum Sterben da sind, verschwinden schneller von der Leinwand, als sie aufgetaucht sind.“
Ebenso kritisierte die Tageszeitung Die Presse die „zum Teil irritierend hölzerne Dialogführung oder die gleichermaßen simple wie verworrene Handlung“, lobte Szenenbildner Hannes Salat, Kameramann Martin Gschlacht sowie Balz Bachmanns Soundtrack und urteilte über den Film als „in Grundzügen stereotyp, aber insgesamt geglückt. Auch dank der Brillanz von Clemens Schick.“
Ähnlich urteilte die Wiener Zeitung, lobte ebenfalls den Kameramann mit „[…] in steril-faszinierende Bildern von Martin Gschlacht gefasster Sci-Fi-Eleganz, die man aus Österreich so noch nicht gesehen hat“ und kritisierte ebenfalls die Handlung: „Hitz kombiniert hier jazzige Rhythmen mit kontrastreicher Film-Noir-Ästhetik, die Stille Reserven ihren beeindruckenden Look schenkt. Die emotionale, erzählerische Komponente des Films kann damit nicht ganz Schritt halten.“